# Liste von Fürstenbahnhöfen

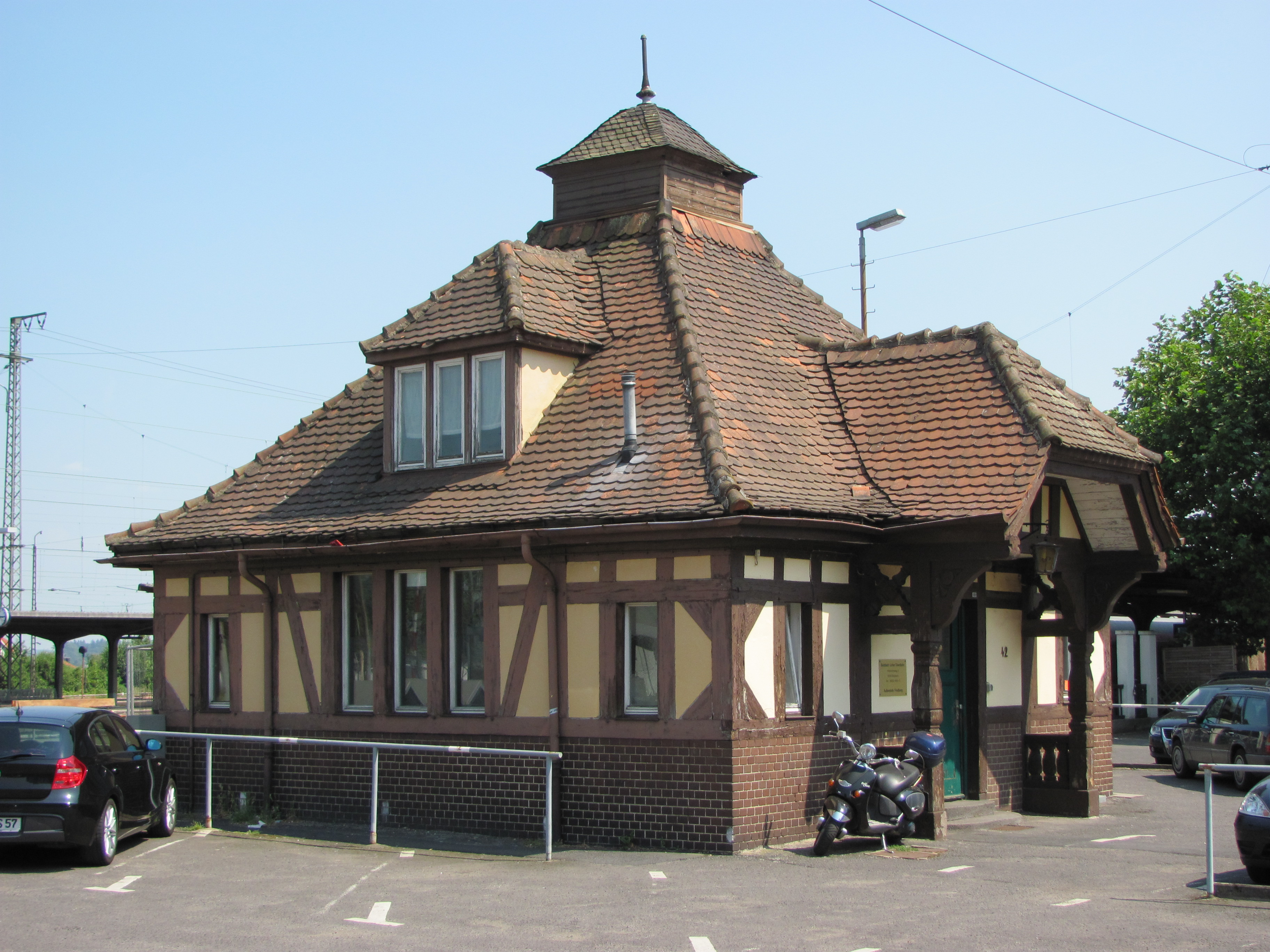
Bahnhof Friedberg (Hessen)

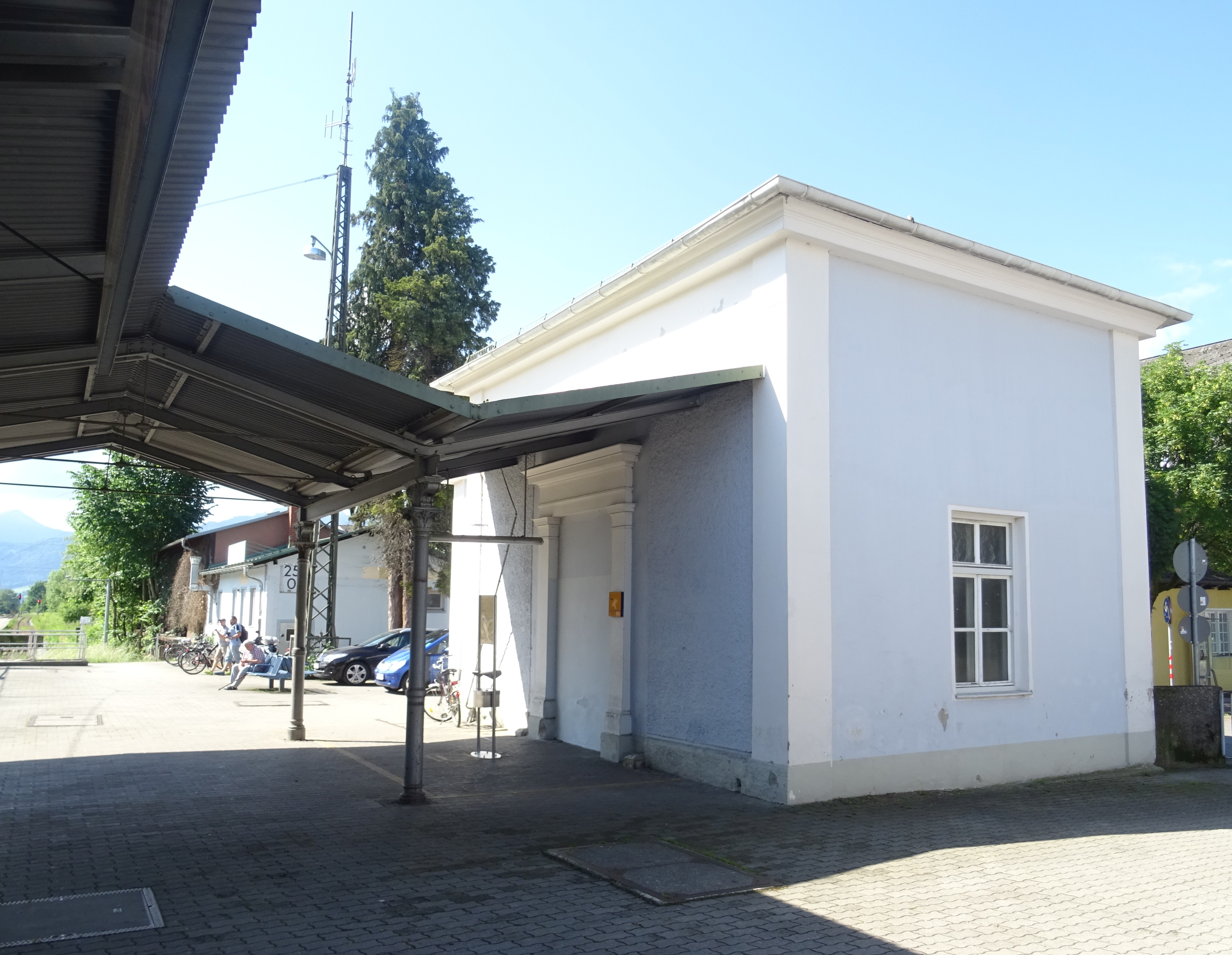
Bahnhof Prien a Chiemsee

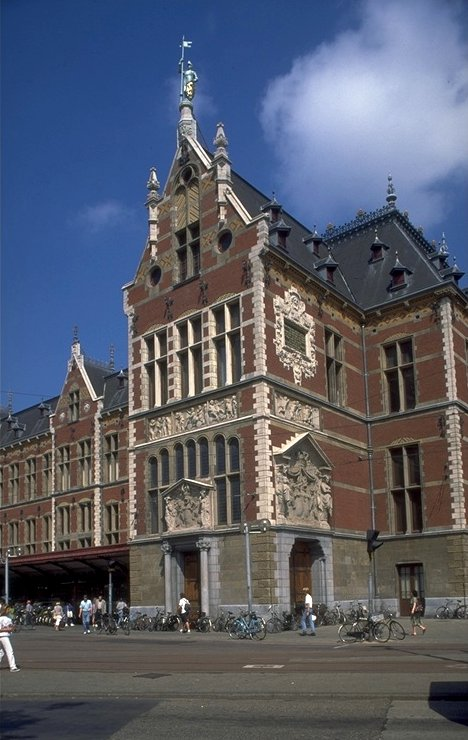
Amsterdam Centraal Station

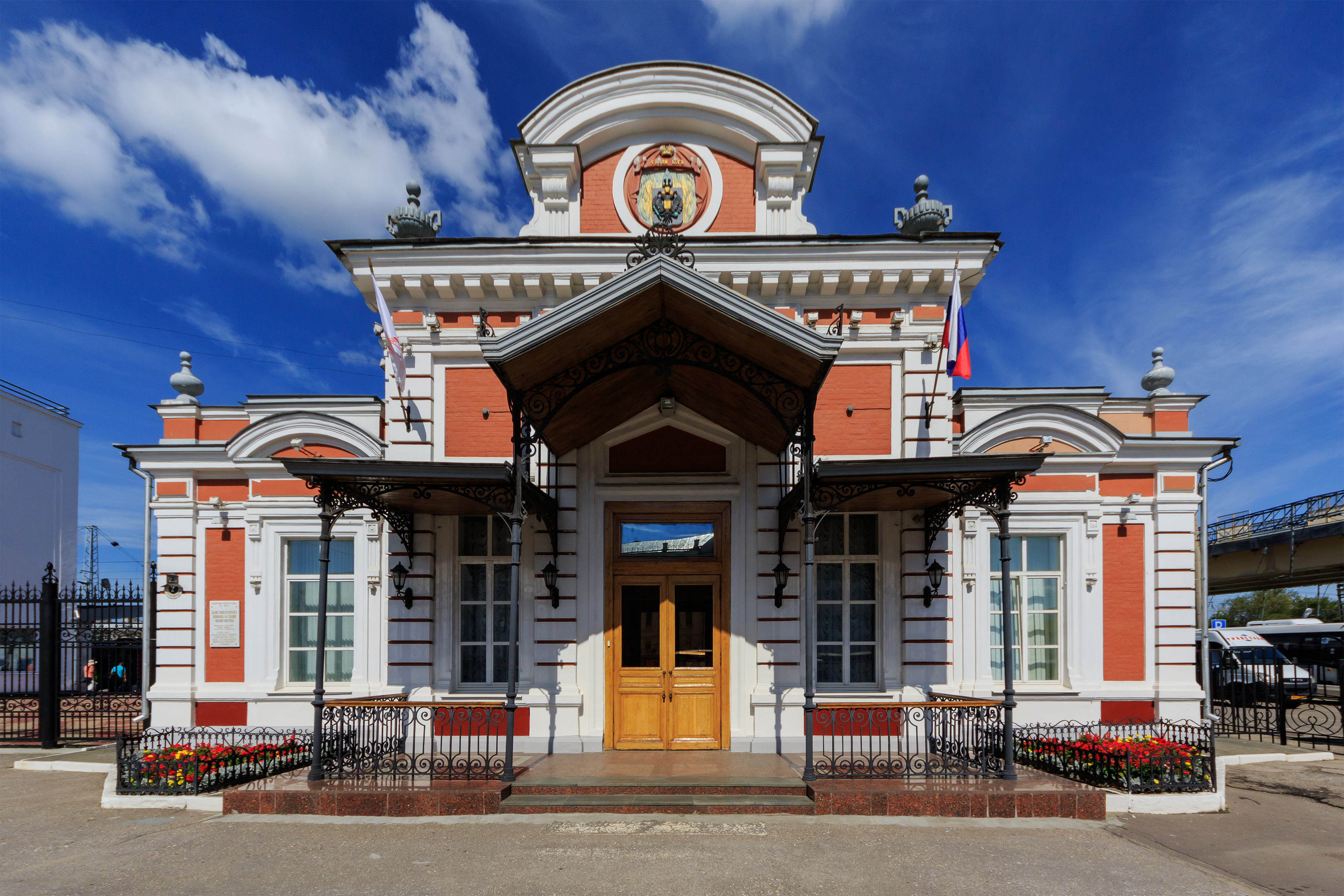
Kaiserlicher Wartesaal des Moskauer Bahnhofs in Nischni Nowgorod

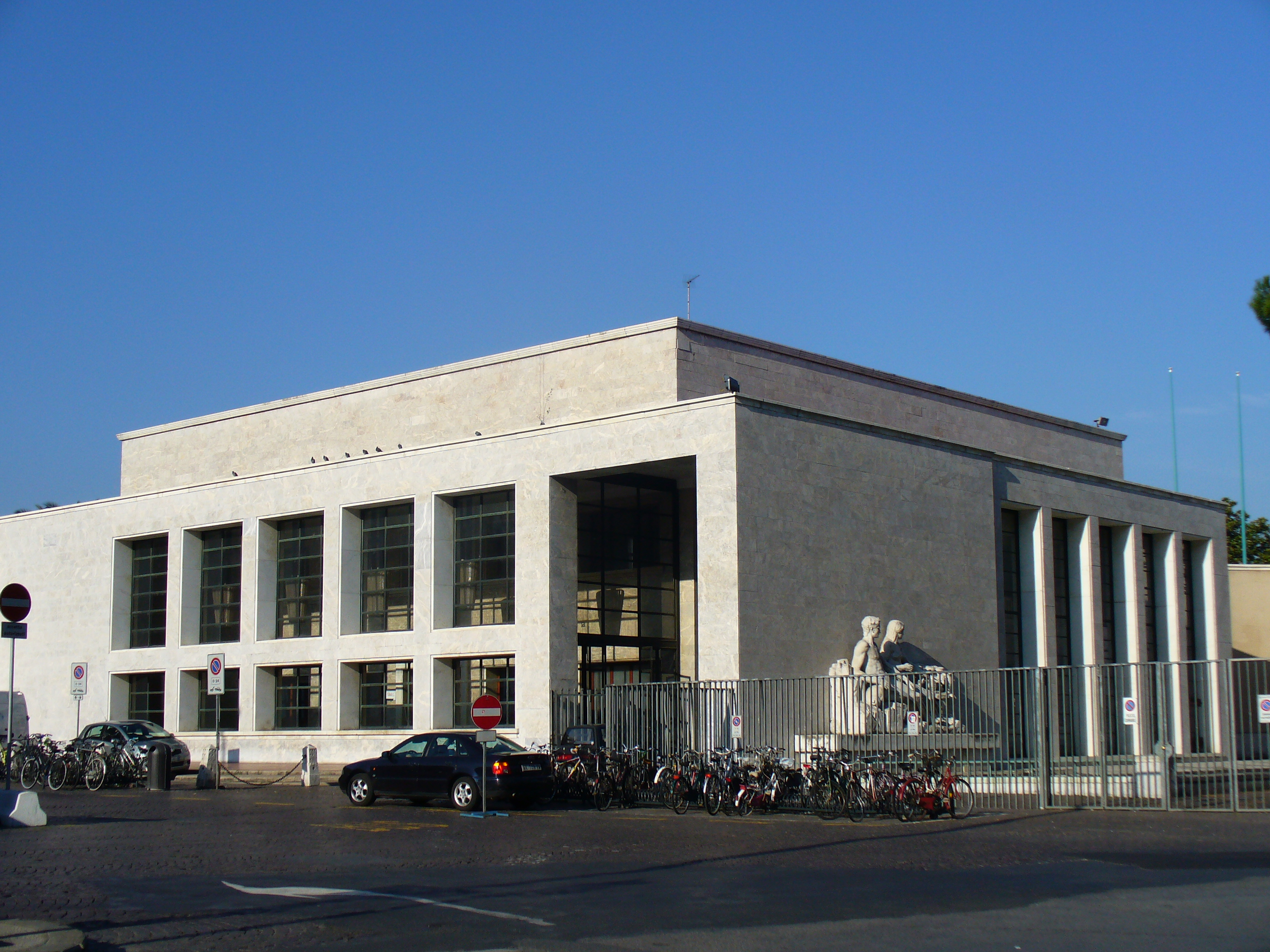
Königspavillon in Florenz am Bahnhof Firenze Santa Maria Novella (Florenz SMN)

Als Fürstenbahnhof oder – in einem bestehenden Empfangsgebäude – Fürstenzimmer werden gesonderte Empfangsanlagen einer Eisenbahn bezeichnet, die hoch gestellten Persönlichkeiten zum Warten und Aufenthalt sowie zum Empfang und zur Verabschiedung von Gästen dienen. In der Regel handelt es sich dabei um Fürsten, Könige oder Kaiser, einzelne Beispiele beziehen sich aber auch auf nicht-adlige Regenten oder Industrielle.

## Erläuterungen
- In manchen Fällen hat es im gleichen Bahnhof nacheinander verschiedene Fürstenbahnhöfe oder Fürstenzimmer gegeben. Es ist immer die letzte derartige Anlage verzeichnet und – falls Informationen dazu vorliegen – auch Vorgängeranlagen.
- Die nachfolgenden Listen sind nach Staaten (in ihren heutigen Grenzen) und innerhalb der Staaten alphabetisch geordnet.
- Als Lemma und zur alphabetischen Einordnung wird jeweils der heute verwendete Bahnhofs- oder Ortsname angegeben.
- Im deutschsprachigen Raum sind die Namen der Stationen nur dann verlinkt, wenn es zu diesem Bahnhof einen entsprechenden Artikel gibt.
- Außerhalb des deutschsprachigen Raums sind die Namen der Stationen grundsätzlich verlinkt: gibt es keinen Artikel zu dem betreffenden Bahnhof, dann auf den Ortsnamen.

## Europa

### Deutschland

#### Baden-Württemberg
| Bahnhof                | Eigener Bahnhof | Eigenes Empfangs- gebäude | Anbau | In öfftl. EG | Anmerkung |
| ---------------------- | --------------- | ------------------------- | ----- | ------------ | --- |
| Baden-Baden Stadt      |                 |                           | ×     |              | abgesetzter Baukörper mit Kuppel an Westende des Empfangsgebäudes, erbaut 1895, reiche wandfeste Ausstattung erhalten, Nutzung für Festspielhaus.                        |
| Bad Wildbad            |                 |                           |       | ×            | Raum am Südende mit polygonalem Anbau, erbaut 1868, äußerlich erhalten:                                                                                                  |
| Bronnbach              |                 |                           |       |              | erbaut 1867 für die Mitglieder der portugiesischen Königsfamilie, Verwandte der ortsansässigen Fürsten von Löwenstein-Wertheim; Gebäude ist erhalten und in Privatbesitz |
| Freiburg Hauptbahnhof  |                 |                           |       |              | 1842/45, zerstört |
| Friedrichshafen Stadt  |                 | ×                         |       |              | nicht erhalten |
| Heilbronn Hauptbahnhof |                 |                           |       | ×            | Raum am Westende mit polygonalem Anbau, erbaut 1874, nach Kriegsbeschädigung 1950 abgebrochen                                                                            |
| Karlsruhe Hauptbahnhof |                 |                           | ×     |              | Räume im östlichen Anbau, erbaut 1913, äußerlich erhalten. |
| Konstanz               |                 | ×                         |       |              | heute Backwarenverkauf |
| Stuttgart Hauptbahnhof |                 |                           |       | ×            | Räume im Turm, erbaut 1914–1918, jedoch Innenausbau wegen Revolution nicht fertiggestellt. Nutzung als Wartesaal, heute durch Umbau nicht mehr erkennbar                 |
| Zollern bei Bisingen   |                 |                           |       | ×            | zu Burg Hohenzollern, erbaut 1874, derzeit Nutzung als Hochloge der Familie Hohenzollern                                                                                 |

#### Bayern
| Bahnhof                    | Eigener Bahnhof | Eigenes Empfangs- gebäude | Anbau | In öfftl. EG | Anmerkung |
| -------------------------- | --------------- | ------------------------- | ----- | ------------ | --- |
| Ansbach                    |                 |                           |       |              | |
| Augsburg Hauptbahnhof      |                 |                           |       | ×            | 1852/53 nachträglich in den Mittelbau des Empfangsgebäudes eingefügt. |
| Bad Kissingen              |                 |                           |       | ×            | erbaut 1874, erhalten, Nutzung als Restaurant. |
| Bamberg                    |                 |                           |       |              | nicht erhalten |
| Berchtesgaden Hauptbahnhof |                 |                           | ×     |              | „Führerpavillon“ für Adolf Hitler im 1941 fertiggestellten Empfangsgebäude |
| Biessenhofen               |                 |                           |       | ×            | 1853, auch für Schloss Neuschwanstein. |
| Coburg                     |                 | ×                         |       |              | 1915/16, erhalten, Friseur, heute Lossaustraße 6a. |
| Rüdenhausen-Feuerbach      |                 |                           |       | ×            | Bahnstrecke Kitzingen-Schweinfurt, Bahnhof Rüdenhausen-Feuerbach, 1976 abgerissen, Warteraum für Angehörige des gefürsteten Grafengeschlechts Castell, Parkettboden, gemusterte Tapeten, gesondertes WC. |
| Hof Hauptbahnhof           |                 |                           | ×     |              | 1854, 1880, wandfeste Ausstattung erhalten, Ofen im Königssalon des Verkehrsmuseums Nürnberg, gastronomisch genutzt.                                                                                     |
| Hohenschwangau             |                 |                           |       |              | |
| Kempten Hauptbahnhof       |                 |                           |       |              | 1888, historischer Kopfbahnhof abgerissen |
| München Hauptbahnhof       |                 |                           |       | ×            | 1876–1884, 1912, gegenüber von Gleis 1. |
| Nürnberg Hauptbahnhof      |                 |                           |       | ×            | 1864 nachträglich im Mittelbau eingerichtet, 1881 in den westlichen Anbau des ersten Nürnberger Staatsbahnhofs verlegt. Ausstattung des Fürstenzimmers im DB Museum Nürnberg erhalten.                   |
| Peißenberg                 |                 |                           |       | ×            | 1882, Königssalon im südlichen Anbau des Empfangsgebäudes, später abgebrochen. |
| Possenhofen                |                 |                           |       | ×            | Für den Herzog in Bayern., siehe hier |
| Prien a Chiemsee           |                 | ×                         |       |              | 1887 von Rimsting nach Prien versetzt. |
| Regensburg Hauptbahnhof    |                 |                           |       |              | 1864, nach 1891. |
| Rimsting                   | ×               |                           |       |              | erbaut 1881 wegen der Baustelle Herrenchiemsee, abgetragen 1887 |
| Starnberg                  |                 |                           |       |              | |
| Unterpeißenberg            |                 | ×                         |       |              | 1866, Königssalon für Ludwig II., 1881/82 abgebrochen. |
| Veitshöchheim              |                 |                           | ×     |              | erhalten, Gemeindebücherei. |
| Würzburg Hauptbahnhof      |                 |                           |       |              | |

#### Berlin
| Bahnhof                                         | Eigener Bahnhof | Eigenes Empfangs- gebäude | Anbau | In öfftl. EG | Anmerkung |
| ----------------------------------------------- | --------------- | ------------------------- | ----- | ------------ | --- |
| Berlin Anhalter Bahnhof                         |                 |                           |       | ×            | Räume in der Mitte des westlichen Seitenflügels, erbaut 1876–1880, abgebrochen. Der Torbogen des Eingangs ist erhalten und im Museum für Verkehr und Technik ausgestellt. |
| Berlin-Charlottenburg                           |                 |                           |       |              | nicht erhalten |
| Berlin Frankfurter Chaussee („Krönungsbahnhof“) | ×               |                           |       |              | Für den von seiner Krönung in Königsberg nach Berlin zurückkehrenden König Wilhelm I. angelegt, um ihm den Einzug in seine Hauptstadt über die heutige Frankfurter Allee zu ermöglichen. Der Bahnhof lag außerhalb der Stadt an der demaligen Frankfurter Chaussee und war mit einem Gleis vom Bahnhof Rummelsburg an die Niederschlesisch-Märkische Eisenbahn angebunden. Er wurde, von Probefahrten abgesehen, lediglich ein einziges Mal am 22. Oktober 1861 benutzt und dann abgebrochen. |
| Berlin Friedrichstraße                          |                 |                           |       |              | nicht erhalten |
| Berlin Görlitzer Bahnhof                        |                 |                           |       | ×            | 1866–1868, nicht erhalten |
| Berlin Großgörschenstraße („Hofstation“)        |                 | ×                         |       |              | 1883, Vorgängerbahnhof des heutigen S-Bahn Bahnhofs Berlin Yorckstraße, ca. 1911 aufgegeben. |
| Berlin Hamburger Bahnhof                        |                 |                           |       | ×            | nicht erhalten |
| Berlin-Karlshorst („Rennbahnhof Karlshorst“)    |                 | ×                         |       |              | 1893 wegen der in der Nähe befindlichen Pferderennbahn, Empfangspavillon 1927 abgerissen, Bahnhofsgebäude denkmalgeschützt |
| Berlin Lehrter Bahnhof                          |                 |                           |       | ×            | 1869–1871, nicht erhalten |
| Berlin-Lichterfelde West                        |                 |                           |       | ×            | Kaiserzimmer 1917 aufgegeben |
| Berlin Mussolinibahnhof                         | ×               |                           |       |              | Projekt eines Bahnhofs im Bereich des S-Bahnhofs Heerstraße, ausschließlich für Staatsempfänge. Der Bau wurde 1939 begonnen, durch den Ausbruch des Zweiten Weltkriegs nur zögerlich fortgesetzt und spätestens 1941 eingestellt. Die Baugrube wurde nach dem Krieg mit Trümmerschutt verfüllt. |
| Berlin Ostbahnhof (alt)                         |                 |                           |       | ×            | 1867–1882, nicht erhalten, abgelöst durch Berlin Schlesischer Bahnhof. |
| Berlin Ostbahnhof (neu)                         |                 |                           |       | ×            | 1867–1869, ehemals: Berlin Schlesischer Bahnhof. Die Königszimmer gab es zweifach: sowohl auf der Ankunfts- als auch auf der Abfahrtsseite, nicht erhalten |
| Berlin Potsdamer Bahnhof                        |                 |                           |       | ×            | 1838, zusammen mit dem Gegenstück in Potsdam: Älteste Fürstenzimmer in Deutschland. 1872 im neu errichteten Empfangsgebäude und zwar zweifach: sowohl auf der Ankunfts- als auch auf der Abfahrtsseite, nicht erhalten; |
| Berlin Stettiner Bahnhof                        |                 |                           |       | ×            | 1874–1876. |
| Bahnhof Spandau Kaiserbahnsteig                 |                 | ×                         |       |              | 1891 an der Havelbrücke der Berlin-Hamburger Bahn in Berlin-Spandau für den Übergang zwischen Schiff und Bahn. Abbildungen bei Bock. |
| Bahnhof Berlin-Wannsee                          |                 |                           |       |              | |
| Bahnhof Berlin-Westend                          |                 |                           |       | ×            | Für Kaiser Friedrich III. als Kronprinz und Schloss Charlottenburg |

#### Brandenburg
| Bahnhof                                       | Eigener Bahnhof | Eigenes Empfangs- gebäude | Anbau | In öfftl. EG | Anmerkung |
| --------------------------------------------- | --------------- | ------------------------- | ----- | ------------ | --- |
| Baruth (Mark)                                 |                 |                           |       |              | Für die Fürsten von Solms-Baruth. |
| Basdorf                                       | ×               |                           |       |              | Bahnsteig bei Streckenkilometer 1,8 an der eingleisigen Heidekrautbahn in unmittelbarer Nähe der DDR-Politprominenz-Siedlung Wandlitz für Walter Ulbricht errichtet. Kein Empfangsgebäude. |
| Drewitz                                       |                 |                           |       |              | |
| Eberswalde Hauptbahnhof                       |                 | ×                         |       |              | 1900 nach Rominten, Ostpreußen, transloziert. |
| Griebnitzsee                                  |                 |                           |       |              | ehemals Neubabelsberg |
| Großbeeren                                    |                 |                           |       |              | 1899 aufgegeben |
| Guben                                         |                 |                           |       |              | |
| Halbe                                         |                 | ×                         |       |              | erbaut um 1865, Architekt August Orth, sogenanntes „Königliches Empfangsgebäude“, äußerlich erhalten                                                                                       |
| Hoppegarten (Mark)                            |                 |                           |       |              | wegen der Galopprennbahn Hoppegarten |
| Joachimsthal                                  |                 | ×                         |       |              | erbaut 1896, zu Jagdhaus Hubertusstock, ehemals: Werbelinsee. Heute: Nutzung als „Hörspielbahnhof“.                                                                                        |
| Königs Wusterhausen                           |                 |                           |       | ×            | |
| Potsdam-Babelsberg                            |                 | ×                         |       |              | Für Schloss Babelsberg, vor 1914 abgerissen. |
| Potsdam Hauptbahnhof                          |                 |                           |       |              | 1838, zusammen mit dem Gegenstück in Berlin Potsdamer Bahnhof: Älteste Fürstenzimmer in Deutschland. 1848–1850 Potsdam Stadt, nicht erhalten                                               |
| Potsdam Park Sanssouci (Kaiserbahnhof)        |                 | ×                         |       |              | 1909, ehemals: Wildpark. Tagungszentrum der Deutschen Bahn AG. |
| Potsdam Park Sanssouci (öffentlicher Bahnhof) |                 |                           |       | ×            | 1868/69, „Excellenzenzimmer“, Kassettendecke erhalten, ungenutzt. |
| Rathenow                                      |                 | ×                         |       |              | 1912, 2006 für die Landesgartenschau renoviert. |
| Schwedt (Oder)                                |                 | ×                         |       |              | Kaiserpavillon. |
| Storkow (Mark)                                |                 |                           |       | ×            | 1908 für den Jagdsitz Hubertushöhe. |
| Zehdenick-Neuhof                              |                 | ×                         |       |              | ehemals Neuhof, für das Jagdgebiet Schorfheide. Um 1900 wurde hier ein „Jagdumkleidehäuschen“ errichtet.                                                                                   |

#### Bremen
| Bahnhof                  | Eigener Bahnhof | Eigenes Empfangs- gebäude | Anbau | In öfftl. EG | Anmerkung                                |
| ------------------------ | --------------- | ------------------------- | ----- | ------------ | ---------------------------------------- |
| Bremen Hauptbahnhof      |                 |                           |       | ×            | Im östlichen Eckbau des Empfangsgebäudes |
| Bremerhaven Hauptbahnhof |                 |                           |       |              | ehemals Geestemünde, nicht erhalten      |

#### Hamburg
| Bahnhof              | Eigener Bahnhof | Eigenes Empfangs- gebäude | Anbau | In öfftl. EG | Anmerkung                                                                                   |
| -------------------- | --------------- | ------------------------- | ----- | ------------ | ------------------------------------------------------------------------------------------- |
| Hamburg-Altona       |                 |                           |       | ×            | Im Ostflügel, nicht erhalten                                                                |
| Hamburg Hauptbahnhof |                 |                           |       |              |                                                                                             |
| Hamburg Dammtor      |                 |                           |       | ×            | im südwestlichen Bereich, erbaut 1906, mit eigener Treppe zum Fernbahnsteig, nicht erhalten |

#### Hessen
| Bahnhof                                         | Eigener Bahnhof | Eigenes Empfangs- gebäude | Anbau | In öfftl. EG | Anmerkung |
| ----------------------------------------------- | --------------- | ------------------------- | ----- | ------------ | --- |
| Bad Arolsen                                     |                 |                           | ×     |              | 1890 mit der ersten Bahnstrecke nach Arolsen für die dort residierenden Fürsten von Waldeck-Pyrmont eröffnet. |
| Bad Hersfeld                                    |                 |                           | ×     |              | |
| Bad Homburg (1883)                              |                 | ×                         |       |              | erbaut 1883, klassizistisch, nicht erhalten |
| Bad Homburg (1907)                              |                 | ×                         |       |              | Inbetriebnahme 1907 mit neuem Bahnhof, äußerlich im Stil der Weser-Renaissance, erhalten, gastronomisch genutzt. |
| Bad Karlshafen, linkes Ufer                     |                 |                           |       | ×            | Empfangsgebäude insgesamt abgerissen |
| Bad König                                       |                 |                           | ×     |              | erbaut 1901, erhalten, stark verändert |
| Bad Nauheim                                     |                 | ×                         |       |              | erbaut 1911/13 in der Achse der Lessingstraße, deutlich abgesetzt vom öffentlichen EG, erhalten, zwischenzeitlich von der Deutschen Bundespost, heute von der Diakonie genutzt. |
| Bad Schwalbach                                  |                 | ×                         |       |              | |
| Bad Sooden-Allendorf                            |                 |                           | ×     |              | erbaut 1878, abgesetzter Baukörper am Südende des EG mit fünfeckiger Exedra |
| Bad Wildungen                                   |                 |                           |       |              | Bei Neubau des Bahnhofs 1930 beseitigt. |
| Baunatal-Guntershausen (ehemals: Guntershausen) |                 |                           |       | ×            | 1847/48, Fürstenzimmer nicht erhalten |
| Bebra                                           |                 |                           |       |              | Zuletzt von 1912, Vorgängereinrichtungen: 1849 und 1884. |
| Bensheim-Auerbach                               |                 |                           |       |              | Bensheim-Auerbach |
| Bickenbach (Bergstr)                            |                 |                           |       | ×            | An der Bahnstrecke Frankfurt am Main–Heidelberg |
| Bockenheim                                      |                 |                           |       | ×            | Ursprüngliches EG abgerissen, heute Frankfurt (Main) Westbahnhof. |
| Braunfels (Lahnbahnhof)                         |                 |                           |       | ×            | erbaut 1913 |
| Büdingen                                        |                 |                           |       |              | |
| Darmstadt Hauptbahnhof                          |                 |                           | ×     |              | Wandfeste Ausstattung weitgehend erhalten, gastronomisch genutzt. |
| Egelsbach                                       |                 |                           |       | ×            | 1884, Bahnhof für Schloss Wolfsgarten, Bahnhofsgebäude mit erhaltenem Fürstenzimmer beim Bau der S-Bahn 1994 abgerissen. Das letztendlich einzig verbliebene authentische Ausstattungsstück des Fürstenzimmers, die Kassettendecke, wurde 1996 in den Sitzungssaal des Egelsbacher Rathauses eingebaut. |
| Elm                                             |                 |                           |       |              | Vermutlich im Bahnhof Elm, einer bis 1914 betrieblich bedeutenden Spitzkehre der Frankfurt-Bebraer Eisenbahn, der Hauptstrecke zwischen Frankfurt am Main und Berlin, nicht Elm (Bremervörde), so aber Strohmann. |
| Erbach (Odenw)                                  |                 |                           |       |              | Für die Grafen von Erbach. |
| Frankfurt (Main) Hauptbahnhof                   |                 |                           |       | ×            | In der Süd-Ost-Ecke des EG, erbaut 1888, beim Umbau 1924 zerstört. |
| Frankfurt (Main) Höchst                         |                 |                           |       |              | 1900, für Kaiserin Friedrich, 1911 nach Bad Nauheim transloziert. |
| Friedberg (Hessen)                              |                 | ×                         |       |              | Fachwerk-Gebäude mit rustikaler Anmutung, erbaut 1897/98, 1913 zum neuen Bahnhof versetzt. Heutige Nutzung: Büro der Hessischen Landesbahn |
| Fulda                                           |                 |                           |       |              | nicht erhalten |
| Gelnhausen                                      |                 |                           | ×     |              | dreiachsiger Anbau am Westende des EG, offenbar nach 1883 angebaut, erhalten, Cafeteria. |
| Gießen                                          |                 |                           | ×     |              | Fürstenpavillon von 1910/11, zerstört 1944 im Zweiten Weltkrieg Auch der Vorgängerbahnhof der Main-Weser-Bahn besaß ein Fürstenzimmer. |
| Groß Gerau                                      |                 |                           |       |              | nicht erhalten |
| Hanau Hauptbahnhof                              |                 |                           |       |              | ehemals Hanau Ost, zerstört |
| Hanau-Wilhelmsbad                               |                 |                           |       | ×            | 1848, Fürstenzimmer nicht erhalten, gastronomisch genutzt |
| Herleshausen                                    |                 |                           |       |              | |
| Hofgeismar                                      |                 |                           |       | ×            | 1848, Gebäude erhalten |
| Hofgeismar-Hümme                                |                 |                           |       |              | 1848, 1897/98 |
| Kassel Hauptbahnhof                             |                 |                           |       |              | zerstört |
| Kassel-Wilhelmshöhe                             |                 |                           |       | ×            | 1892, zerstört, diente dem Schloss Wilhelmshöhe |
| Korbach                                         |                 |                           |       | ×            | |
| Kronberg (Taunus)                               |                 | ×                         |       |              | Für Kaiserin Friedrich, abgerissen ca. 1930 |
| Laubach                                         |                 |                           |       |              | 1890, für die Grafen von Solms-Laubach |
| Lich (Oberhess)                                 |                 |                           |       |              | Für die Fürsten von Solms-Hohensolms-Lich, die letzte Großherzogin von Hessen, Eleonore (1871–1937), stammte aus dem Haus Solms-Hohensolms-Lich. |
| Marburg                                         |                 |                           |       | ×            | 1850, ursprüngliches Empfangsgebäude 1909 durch Neubau ersetzt, der Bauteil mit dem Fürstenzimmer wurde dabei 1907 beseitigt |
| Meerholz                                        |                 |                           |       | ×            | 1868, für den Fürsten von Ysenburg-Büdingen-Meerholz auf dessen Kosten in der Nähe des Schlosses Meerholz eingerichtet, Gebäude erhalten. |
| Melsungen                                       |                 |                           |       | ×            | 1846/47, Gebäude erhalten, aber mehrfach umgebaut. |
| Offenbach (Main) Hauptbahnhof                   |                 |                           |       |              | 1896, beim Umbau der Bahnanlagen 1923 zusammen mit dem historischen Empfangsgebäude beseitigt. |
| Philippsthal                                    |                 |                           |       |              | Für die gleichnamige Nebenlinie des Landgrafenhauses Hessen. |
| Bahnhof Rosengarten                             |                 | ×                         |       |              | Der gesamte Bahnhof – einschließlich Fürstenpavillon – wurde bereits 1901 abgerissen. |
| Rotenburg an der Fulda                          |                 |                           |       | ×            | 1848 für die Landgrafen von Hessen-Philippsthal und Schloss Rotenburg. |
| Rüdesheim (Rhein)                               |                 |                           |       |              | 1880, Kaisersaal anlässlich der Einweihung des Niederwalddenkmals. |
| Schlitz (Hess)                                  |                 |                           |       |              | |
| Wabern (Bz Kassel)                              |                 |                           |       | ×            | 1848, Empfangsgebäude erhalten. |
| Wächtersbach                                    |                 |                           |       |              | 1868, für den Fürsten von Ysenburg-Wächtersbach, Gebäude erhalten. |
| Wiesbaden Hauptbahnhof                          |                 |                           | ×     |              | erbaut 1906, etwas vom EG abgesetzt im Südosten, Fassade betont durch ausgeprägten Giebel mit Wappen und Skulptur. Grundriss symmetrisch mit Saal, getrennten Räumen für Fürst (Südseite) und Fürstin, jeweils mit Gefolge, und zwei kleinen Gärten. Im Zweiten Weltkrieg zerstört, gleisseitige Fassade in der Bahnsteighalle erhalten. |
| Wiesbaden-Biebrich                              |                 |                           |       |              | Das Empfangsgebäude ist architektonisch besonders repräsentativ gestaltet, da es zugleich Bahnhof für das Schloss Biebrich, Residenz der Herzöge von Nassau, war, dessen Park sich direkt gegenüber der Straßenseite des Bahnhofsgebäudes befindet. Architekt war Heinrich Velde, der das Gebäude in klassizistischem Stil auf einem H-förmigen Grundriss erstellte. Spezielle Einrichtungen für die Hohen Herrschaften existieren hier jedoch nicht. |
| Wiesbaden Taunusbahnhof                         |                 |                           | ×     |              | 1897 nachträglich angebauter Pavillon, zusammen mit dem Bahnhof 1907 abgerissen und durch die neue Anlage des Hauptbahnhofs ersetzt. |
| Zell-Romrod                                     |                 |                           |       |              | Für Jagdschloss Romrod der Großherzöge von Hessen. |

#### Mecklenburg-Vorpommern
| Bahnhof                  | Eigener Bahnhof | Eigenes Empfangs- gebäude | Anbau | In öfftl. EG | Anmerkung |
| ------------------------ | --------------- | ------------------------- | ----- | ------------ | --- |
| Bützow                   |                 |                           |       |              | |
| Bad Doberan              |                 |                           |       |              | |
| Gelbensande              |                 | ×                         |       |              | Für den Großherzog von Mecklenburg-Schwerin für die Jagd Gelbensande, erhalten, jetzt Cafe.                        |
| Hagenow Land             |                 |                           |       |              | Umsteigebahnhof des Preußischen und Mecklenburger Adels, während des Aufenthalts wurden die Fürstenwagen rangiert. |
| Jasnitz                  |                 |                           |       |              | 1876 eröffnet, für das Jagdrevier des Großherzogs von Mecklenburg-Schwerin, 2014 abgerissen.                       |
| Krakow am See (Meckl)    |                 |                           |       |              | |
| Lübstorf                 |                 |                           | ×     |              | als Dienstraum erhalten, der Bahnhof hieß von 1897 bis 1921 Wiligrad.                                              |
| Ludwigslust              |                 |                           | ×     |              | Gebäude erhalten                                                                                                   |
| Neubrandenburg           |                 |                           |       |              | |
| Neustrelitz Hauptbahnhof |                 |                           |       |              | Für den Großherzog von Mecklenburg-Strelitz.                                                                       |
| Pasewalk                 |                 |                           |       |              | |
| Putbus                   |                 |                           |       |              | Für die Fürsten zu Putbus.                                                                                         |
| Rostock Hauptbahnhof     |                 |                           |       |              | nicht erhalten |
| Schwerin Hauptbahnhof    |                 |                           |       | ×            | Im südlichen Eck-Risalit, erbaut 1889, wandfeste Ausstattung erhalten, derzeit Nutzung als Repräsentationsräume.   |
| Stolpe (b Usedom)        |                 |                           |       | ×            | Für die Grafen von Schwerin und Schloss Stolpe, heute: Wohnung.                                                    |
| Warnemünde               |                 |                           |       |              | |

#### Niedersachsen
| Bahnhof                      | Eigener Bahnhof | Eigenes Empfangs- gebäude | Anbau | In öfftl. EG | Anmerkung |
| ---------------------------- | --------------- | ------------------------- | ----- | ------------ | --- |
| Bad Pyrmont                  |                 |                           |       |              | abgebrochen |
| Alter Braunschweiger Bahnhof |                 |                           |       |              | 1845, nicht erhalten |
| Bückeburg                    |                 |                           | ×     |              | 1847; äußerlich an der Gebäudestruktur noch erkennbar. |
| Göhrde                       |                 |                           |       | ×            | erbaut 1874, zu Jagd Göhrde |
| Hannover Hauptbahnhof        |                 |                           |       | ×            | im südlichen Eckpavillon, erbaut 1879, mit Loggia und Freitreppe unter Durchbrechung der Symmetrie(!), äußerlich erhalten. Der Raum wurde nach dem Zweiten Weltkrieg als Sitzungssaal benutzt. Von der inneren Ausstattung ist nichts erhalten. |
| Haste                        |                 |                           | ×     |              | 1847/48, nicht erhalten |
| Kreiensen                    |                 |                           |       |              | |
| Nordstemmen                  |                 |                           |       | ×            | Räume für königliche Familie 1860 durch Umbau, zu Schloss Marienburg |
| Oldenburg Hauptbahnhof       |                 |                           | ×     |              | abgesetzter Baukörper westlich des EG, erbaut 1915, heute: Restaurant. |
| Osnabrück Hauptbahnhof       |                 |                           |       | ×            | 1895, in dem Turmbahnhof gab es ein Fürstenzimmer auf jeder Ebene, 1910 wurde das der unteren Ebene aufgegeben. |
| Rastede                      |                 |                           |       |              | Für Schloss Rastede, Residenz der Großherzöge von Oldenburg. |
| Springe                      |                 | ×                         |       |              | 1894, Jagdbahnhof „Kaiser-Allee“. |
| Stadthagen                   |                 |                           |       |              | Bei einem Umbau des Empfangsgebäudes nach 1920 entfernt. |
| Vienenburg                   |                 |                           | ×     |              | abgesetzter Baukörper am Nordende des Empfangsgebäudes, sogenannter „Kaisersaal“, erbaut 1888, erhalten. |

#### Nordrhein-Westfalen
| Bahnhof                 | Eigener Bahnhof | Eigenes Empfangs- gebäude | Anbau | In öfftl. EG | Anmerkung |
| ----------------------- | --------------- | ------------------------- | ----- | ------------ | --- |
| Altenbeken              |                 |                           |       | ×            | |
| Bad Berleburg           |                 |                           |       | ×            | |
| Bonn Hauptbahnhof       |                 |                           |       |              | |
| Bonn-Beuel              |                 |                           |       |              | |
| Bahnhof Brühl-Kierberg  |                 |                           |       | ×            | sogenannter „Kaiserbahnhof“, erbaut 1875, derzeit Nutzung als Restaurant. |
| Coesfeld (Westf)        |                 |                           | ×     |              | 1908/1910, für die Fürsten zu Salm. |
| Detmold                 |                 |                           | ×     |              | eingeschossiger Anbau an Westseite des Empfangsgebäudes, erbaut 1880, Kassettendecke und Malereien restauriert 2008, Nutzung als Café |
| Düsseldorf Hauptbahnhof |                 |                           |       |              | |
| Essen-Hügel             | ×               |                           |       |              | Kein Empfangsgebäude, nur Haltepunkt für die Villa Hügel von Alfred Krupp |
| Kaldenkirchen           |                 |                           |       |              | |
| Köln Hauptbahnhof       |                 | ×                         |       | ×            | 1891–1894, je ein Fürstenzimmer im Empfangsgebäude und im separaten Wartesaalgebäude in der Bahnsteighalle. |
| Lemgo                   |                 |                           | ×     |              | 1896 |
| Münster Hauptbahnhof    |                 |                           |       | ×            | 1890, zerstört |
| Oberhausen              |                 |                           |       |              | |
| Rheda                   |                 |                           |       | ×            | 1914 geplant, aber wohl nicht mehr ausgeführt. |
| Scherfede               |                 |                           |       |              | Für die Fürsten von Waldeck-Pyrmont 1873 eingerichtet, da deren Residenzstadt Arolsen noch keinen Bahnanschluss hatte. 1887 durch ein Fürstenzimmer im Bahnhof Wrexen abgelöst, nach 1889 aufgehoben, Gebäude Anfang der 1980er Jahre abgebrochen.                                                   |
| Schieder                |                 |                           |       | ×            | 1872, 1982 abgebrochen, für die Fürsten von Lippe. |
| Schwarzenau (Eder)      |                 |                           | ×     |              | 1913, für die Fürsten von Sayn-Wittgenstein-Hohenstein (Laasphe). |
| Steinfurt-Burgsteinfurt |                 |                           | ×     |              | |
| Warburg (Westf)         |                 |                           | ×     |              | 1850–1853, Architekt Julius Eugen Ruhl. |
| Wrexen                  |                 |                           |       |              | Für die Fürsten von Waldeck-Pyrmont 1887 eingerichtet, da deren Residenzstadt Arolsen noch über keinen Bahnanschluss verfügte. 1911 aufgehoben, nachdem Arolsen bereits 1890 ein eigenes Empfangsgebäude mit Fürstenzimmer erhalten hatte. Weiterverwendung als Wartesaal erster und zweiter Klasse. |
| Wuppertal Hauptbahnhof  |                 |                           |       |              | ehemals Elberfeld. |

#### Rheinland-Pfalz
| Bahnhof                                     | Eigener Bahnhof | Eigenes Empfangs- gebäude | Anbau | In öfftl. EG | Anmerkung |
| ------------------------------------------- | --------------- | ------------------------- | ----- | ------------ | --- |
| Andernach                                   |                 |                           |       |              | 1910 |
| Bad Ems                                     |                 |                           |       | ×            | Am Ende des Westflügels, ein Teil der Deckengemälde ist erhalten. Durch den Raum führt heute der öffentliche Zugang zu dem Mittelbahnsteig.                                         |
| Bad Kreuznach                               |                 |                           |       |              | Der Raum wurde nach 1918 umgebaut und bahnintern als Sitzungszimmer für Konferenzen – auch überregional – genutzt.                                                                  |
| Bad Münster am Stein                        |                 |                           |       |              | |
| Balduinstein                                |                 |                           |       | ×            | Lahntalbahn, für Schloss Schaumburg, zunächst für Erzherzog Stefan Franz Viktor von Österreich, später für die Fürsten von Waldeck-Pyrmont, Stuckdecke erhalten.                    |
| Bingen (Rhein) Hauptbahnhof                 |                 |                           |       |              | ehemals Bingerbrück, 1904 bereits vor 1918 aufgegeben. |
| Edenkoben                                   |                 |                           |       | ×            | Für die Villa Ludwigshöhe. Das Empfangsgebäude und die königlichen Empfangsräume wurden bei einem Luftangriff am 5. Januar 1945 zerstört.                                           |
| Eisenberg (Pfalz)                           |                 |                           |       |              | |
| Engers                                      |                 |                           |       |              | Heute Stadt Neuwied, für die Fürsten von Wied-Neuwied. |
| Kapellen                                    |                 |                           |       |              | Für Schloss Stolzenfels, Sommerresidenz von König Friedrich Wilhelm IV. von Preußen.                                                                                                |
| Koblenz Hauptbahnhof                        |                 |                           | ×     |              | erbaut 1899–1902, Fürstenzimmer im nördlichen Eckpavillon mit gesondertem Bahnsteigzugang, Gebäude und Treppenaufgang erhalten, Treppe heute innerhalb eines Verkaufsraums sichtbar |
| Koblenz Pfaffendorfer Brücke                |                 | ×                         |       |              | 1910, Pavillon an der Brücke wird an die Schlossverwaltung abgetreten. |
| Bahnhof der Hessischen Ludwigsbahn in Mainz |                 |                           |       | ×            | nicht erhalten |
| Mainz Hauptbahnhof                          |                 |                           |       | ×            | nicht erhalten |
| Trier Hauptbahnhof                          |                 |                           |       | ×            | Gebäude im Zweiten Weltkrieg zerstört |
| Weißenthurm                                 |                 | ×                         |       |              | 1895 aufgegeben |
| Worms Hauptbahnhof                          |                 |                           | ×     |              | 1903/04 |

#### Saarland
| Bahnhof                  | Eigener Bahnhof | Eigenes Empfangs- gebäude | Anbau | In öfftl. EG | Anmerkung                                      |
| ------------------------ | --------------- | ------------------------- | ----- | ------------ | ---------------------------------------------- |
| Saarbrücken Hauptbahnhof |                 |                           |       |              | nicht mehr genutzt seit 1875, 1895 aufgegeben. |

#### Sachsen
| Bahnhof                          | Eigener Bahnhof | Eigenes Empfangs- gebäude | Anbau | In öfftl. EG | Anmerkung                                                                                                 |
| -------------------------------- | --------------- | ------------------------- | ----- | ------------ | --- |
| Döbeln Hauptbahnhof              |                 |                           |       | ×            | 1870, 1925 umgebaut                                                                                       |
| Böhmischer Bahnhof Dresden       |                 |                           |       | ×            | Durch Dresden Hauptbahnhof ersetzt                                                                        |
| Dresden Hauptbahnhof             |                 |                           | ×     |              | 1890–1898, Königspavillon erhalten, bis etwa 2000 als Kino genutzt.                                       |
| Dresden-Neustadt                 |                 |                           |       | ×            | Fürstengemächer im rechten Flügel, 1923–1945 Nutzung der Räume als Eisenbahnmuseum, später als Gaststätte |
| Dresden-Strehlen (Königsbahnhof) | ×               |                           |       |              | 1899 als Privatbahnhof der Königlichen Villa in Strehlen erbaut, nach 1990 saniert, erhalten              |
| Görlitz                          |                 |                           |       |              | bis 1895, 1912 geplant                                                                                    |
| Kamenz (Sachs)                   |                 |                           |       |              | |
| Leipzig Anhalter Bahnhof         |                 |                           |       |              | |
| Leipzig Bayerischer Bahnhof      |                 |                           |       | ×            | 1842–1912.                                                                                                |
| Leipzig Böhmischer Bahnhof       |                 |                           |       |              | 1852–1895.                                                                                                |
| Leipzig Dresdner Bahnhof         |                 |                           |       |              | abgebrochen.                                                                                              |
| Leipzig Hauptbahnhof             |                 |                           |       | ×            | Die Räume lagen in der südöstlichen Ecke des Empfangsgebäudes. Die zugehörige Vorfahrt ist erhalten.      |
| Leipzig Magdeburger Bahnhof      |                 |                           |       |              | |
| Leipzig Thüringer Bahnhof        |                 |                           |       |              | |
| Riesa                            |                 |                           |       |              | 1879 |
| Waldenburg (Sachs)               |                 |                           |       |              | Für die Fürsten von Schönburg.                                                                            |

#### Sachsen-Anhalt
| Bahnhof                              | Eigener Bahnhof | Eigenes Empfangs- gebäude | Anbau | In öfftl. EG | Anmerkung |
| ------------------------------------ | --------------- | ------------------------- | ----- | ------------ | --- |
| Allstedt                             |                 |                           |       |              | |
| Ballenstedt West                     |                 |                           | ×     |              | Früher: Bahnhof „Ballenstedt “: abgesetzter Baukörper am Ostende des Empfangsgebäudes, erbaut 1887 |
| Bernburg                             |                 |                           |       |              | 1905 |
| Bitterfeld                           |                 |                           |       |              | 1897. |
| Dessau Hauptbahnhof                  |                 |                           |       |              | nicht erhalten |
| Frose                                |                 |                           |       |              | |
| Gardelegen                           |                 |                           |       |              | |
| Güsten                               |                 |                           |       |              | |
| Halberstadt                          |                 |                           |       |              | |
| Halle (Saale) Hauptbahnhof           |                 |                           |       |              | Das im Rahmen des Bahnhofumbaues in den Jahren 1880 bis 1893 (Entwurf und Bauausführung: Architekt Friedrich Peltz) geschaffene Fürstenzimmer wurde von Holzbildhauer Gustav Kuntzsch aus Wernigerode ausgestattet. |
| Köthen, Berlin-Halberstädter Bahnhof |                 |                           |       |              | |
| Köthen, Magdeburg-Leipziger Bahnhof  |                 |                           |       |              | |
| Magdeburg Hauptbahnhof               |                 |                           |       |              | |
| Naumburg (Saale) Hauptbahnhof        |                 |                           |       |              | |
| Roda                                 |                 |                           |       |              | Vermutlich handelt es sich um den heutigen Bahnhof Sandersleben in der Ortschaft Sandersleben der Stadt Arnstein (Sachsen-Anhalt).                                                                                  |
| Roßla                                |                 |                           |       |              | Für den Fürsten von Stolberg-Roßla, auf dessen Kosten eingerichtet. |
| Rottleberode                         |                 |                           |       |              | Für die Grafen zu Stolberg. |
| Sangerhausen                         |                 |                           |       |              | |
| Schönebeck (Elbe)                    |                 |                           |       |              | |
| Sondershausen                        |                 |                           |       |              | Für den Fürsten von Schwarzburg-Sondershausen. |
| Staßfurt                             |                 |                           |       |              | |
| Stendal                              |                 |                           |       |              | 1869/71. |
| Wernigerode                          |                 |                           | ×     |              | 1874, für Fürst Otto zu Stolberg-Wernigerode, erhalten. |
| Wittenberg                           |                 |                           |       | ×            | Das Empfangsgebäude existiert nicht mehr. |
| Zerbst                               |                 |                           |       |              | Für die Fürsten von Anhalt-Zerbst |

#### Schleswig-Holstein
| Bahnhof            | Eigener Bahnhof | Eigenes Empfangs- gebäude | Anbau | In öfftl. EG | Anmerkung |
| ------------------ | --------------- | ------------------------- | ----- | ------------ | --- |
| Brunsbüttelkoog    |                 |                           |       |              | „Kaiserhalle“. |
| Eckernförde        |                 |                           |       |              | |
| Eutin              |                 |                           |       |              | |
| Kiel Hauptbahnhof  |                 |                           |       | ×            | 1898, die Form der ehemaligen Auffahrt als Treppe sowie das Portal erhalten, aber modern stark verändert. Für die Ausgestaltung der Räume gab Kaiser Wilhelm II. Direktiven: Vorbild sollte die Innendekoration seiner Jacht Hohenzollern sein. |
| Lensahn            |                 |                           |       |              | Für Haus Lensahn, Residenz der Großherzöge von Oldenburg. |
| Vogelsang-Grünholz |                 |                           |       |              | Ein Fürstenzimmer für die herzogliche Familie von Schleswig-Holstein-Sonderburg-Glücksburg und ein weiteres speziell für Kaiserin Auguste Viktoria.                                                                                             |

#### Thüringen
| Bahnhof               | Eigener Bahnhof | Eigenes Empfangs- gebäude | Anbau | In öfftl. EG | Anmerkung |
| --------------------- | --------------- | ------------------------- | ----- | ------------ | --- |
| Altenburg             |                 |                           |       |              | Ausstattung erhalten |
| Apolda                |                 |                           |       |              | |
| Arnstadt Hauptbahnhof |                 |                           |       |              | |
| Bad Frankenhausen     |                 |                           |       |              | |
| Eisenach              |                 | ×                         |       |              | 1905, ersetzte Fürstenzimmer im Vorgängerbau von 1847, westlich des Empfangsgebäudes, Nutzung für Veranstaltungen.                    |
| Erfurt Hauptbahnhof   |                 |                           |       |              | |
| Friedrichroda         |                 |                           |       |              | |
| Gera Hauptbahnhof     |                 |                           |       |              | |
| Gotha                 |                 |                           |       |              | |
| Großheringen          |                 |                           |       |              | |
| Heldburg              |                 |                           |       |              | |
| Hildburghausen        |                 |                           |       |              | Für die Herzöge von Sachsen-Hildburghausen.                                                                                           |
| Immelborn             |                 |                           |       |              | |
| Jena West(?)          |                 |                           |       |              | |
| Kahla (Thür)          |                 |                           |       |              | |
| Liebenstein           |                 |                           |       | ×            | nicht erhalten |
| Marksuhl              |                 |                           | x     |              | nicht erhalten |
| Meiningen             |                 |                           |       |              | |
| Neudietendorf         |                 |                           |       |              | |
| Neustadt (Orla)       |                 |                           |       |              | |
| Oberhof (Thür)        |                 |                           |       |              | |
| Ohrdruf               |                 |                           |       |              | |
| Reinhardsbrunn        |                 |                           |       |              | |
| Rudolstadt            |                 |                           |       |              | Für die Fürsten von Schwarzburg-Rudolstadt.                                                                                           |
| Schwarzburg           |                 |                           |       |              | 1900, für die Fürsten von Schwarzburg, Ausstattung erhalten.                                                                          |
| Straußfurt            |                 |                           |       |              | |
| Weida                 |                 |                           |       |              | |
| Weimar                |                 |                           | ×     |              | Angaben nach Röttcher: Empfangsgebäude. Nach anderer Quelle: 1909, Ausstattung erhalten. Für die Herzöge von Sachsen-Weimar-Eisenach. |

#### Sonstiges
| Bahnhof     | Eigener Bahnhof | Eigenes Empfangs- gebäude | Anbau | In öfftl. EG | Anmerkung |
| ----------- | --------------- | ------------------------- | ----- | ------------ | --- |
| Ebersdorf   |                 |                           |       |              | |
| Fürstenzelt |                 | ×                         |       |              | Transportables Zelt, erstmals 1883 bei der Eisenbahndirektion Frankfurt vorgehalten, später auch bei anderen Direktionen, um den Komfort eines Fürstenzimmers bei Bedarf auch auf den Bahnhöfen zu gewährleisten, die keine eigenen Fürstenzimmer aufwiesen. Ein solches Zelt hielten auch die Reichseisenbahnen in Elsaß-Lothringen vor. |

### Österreich
| Bahnhof               | Eigener Bahnhof | Eigenes Empfangs-gebäude | Anbau | In öfftl. EG | Anmerkung                                                                                         |
| --------------------- | --------------- | ------------------------ | ----- | ------------ | ------------------------------------------------------------------------------------------------- |
| Laxenburg             |                 |                          |       | ×            | 1890 nachträglich in das noch heute erhaltene Empfangsgebäude von 1847 eingebaut, nicht erhalten. |
| Neuberg an der Mürz   |                 |                          |       | ×            | Für Jagdschloss Mürzsteg                                                                          |
| Salzburg Hauptbahnhof |                 |                          | ×     |              | Ausstattungsreste erhalten                                                                        |
| Hietzing              | ×               |                          |       |              | Erbaut 1898, zu Schloss Schönbrunn, erhalten, als Museum zugänglich, siehe: Hofpavillon Hietzing  |
| Wien Nordbahnhof      |                 |                          |       | ×            |                                                                                                   |
| Wien Ostbahnhof       |                 |                          |       | ×            |                                                                                                   |
| Wien Südbahnhof       |                 |                          |       | ×            |                                                                                                   |
| Wien Westbahnhof      |                 |                          |       | ×            | Im kaiserlichen Warteraum stand eine Statue von Kaiserin Elisabeth aus Carrara-Marmor             |

### Belgien
| Bahnhof         | Eigener Bahnhof | Eigenes Empfangs-gebäude | Anbau | In öfftl. EG | Anmerkung                                                   |
| --------------- | --------------- | ------------------------ | ----- | ------------ | ----------------------------------------------------------- |
| Brüssel-Laken   | ×               |                          |       |              | 1877, für Schloss Laken                                     |
| Brüssel Süd     |                 |                          |       | ×            | Erbaut 1949, Nutzung als Veranstaltungsraum                 |
| Brüssel-Zentral |                 |                          |       | ×            | Neubau 1952                                                 |
| Schloss Laken   | ×               |                          |       |              | 1908, Tiefbahnhof unter dem Schloss, baulich noch vorhanden |
| Herbesthal      |                 |                          |       | ×            | 1889, abgebrochen 1983, ehemaliger Grenzbahnhof             |

### Dänemark
| Bahnhof                 | Eigener Bahnhof | Eigenes Empfangs-gebäude | Anbau | In öfftl. EG | Anmerkung                              |
| ----------------------- | --------------- | ------------------------ | ----- | ------------ | -------------------------------------- |
| Fredensborg             |                 |                          |       | ×            | Für Schloss Fredensborg                |
| Gråsten / Gravenstein   |                 |                          |       |              | Landungssteg                           |
| Kopenhagen Hauptbahnhof |                 |                          |       | ×            | 1911, in Gebrauch, Zugang auf Südseite |

### Estland
| Bahnhof  | Eigener Bahnhof | Eigenes Empfangs-gebäude | Anbau | In öfftl. EG | Anmerkung                 |
| -------- | --------------- | ------------------------ | ----- | ------------ | ------------------------- |
| Haapsalu |                 |                          | ×     |              | Für den russischen Zaren. |

### Finnland
| Bahnhof               | Eigener Bahnhof | Eigenes Empfangs-gebäude | Anbau | In öfftl. EG | Anmerkung |
| --------------------- | --------------- | ------------------------ | ----- | ------------ | --- |
| Helsinki Hauptbahnhof |                 |                          |       | ×            | 1904/1919, ursprünglich für den russischen Zaren vorgesehen. Da der Bahnhof erst nach der Unabhängigkeit Finnlands vollendet wurde, nutzte den Raum nun der finnische Staatspräsident. |

### Frankreich
| Bahnhof            | Eigener Bahnhof | Eigenes Empfangs-gebäude | Anbau | In öfftl. EG | Anmerkung |
| ------------------ | --------------- | ------------------------ | ----- | ------------ | --- |
| Courcelles-Chaussy |                 | ×                        |       |              | ehemals Kurzel, erbaut 1890 für Schloss Urweiler, Sommersitz Kaiser Wilhelm II., nicht mehr vorhanden. Zudem gab es eine 130 m lange Halle, um den Hofzug Kaiser Wilhelms II. abzustellen. |
| Metz               |                 |                          |       | ×            | Kaiserpavillon und Fürstenzimmer im Mitteltrakt des Empfangsgebäudes |
| Remelfingen        | ×               |                          |       |              | Provisorisches Anschlussgleis vom benachbarten Bahnhof Remelfingen zum Schloss Rémelfing für einen Besuch von Kaiser Wilhelm II. 1905 beim Eigentümer des Schlosses, Eduard Jaunez         |
| Saint-Hyppolite    |                 | ×                        |       |              | Für die Besuche von Kaiser Wilhelm II. auf der Hohkönigsburg |
| Straßburg          |                 |                          |       | ×            | 1883 |

### Großbritannien
| Bahnhof                    | Region          | Eigener Bahnhof | Eigenes Empfangs-gebäude | Anbau | In öfftl. EG | Anmerkung |
| -------------------------- | --------------- | --------------- | ------------------------ | ----- | ------------ | --- |
| Avon Lodge                 | Südwestengland  |                 |                          |       | ×            | Für Thomas Turner und Avon Castle |
| Ballater                   | Schottland      |                 |                          |       | ×            | 1866, zu Schloss Balmoral, jetzt Nutzung als Touristeninformation                                                                                        |
| Berkhamsted                | Ostengland      |                 |                          |       | ×            | 1875 für den Earl of Brownlow |
| Black Dog Halt             | Südwestengland  |                 |                          |       | ×            | |
| Brocklesby Station         | East Midlands   | ×               |                          |       |              | Bahnhof für Brocklesby Hall, Landsitz des Earl of Yarborough, 1848                                                                                       |
| Crofton                    | Nordwestengland | ×               |                          |       |              | Für Musgrave Brisco und Crofton Hall |
| Dovenby                    | Nordwestengland | ×               |                          |       |              | 1867 für die Familie Ballantine-Dykes und Dovenby Hall                                                                                                   |
| Easton Lodge               | Ostengland      | ×               |                          |       |              | Für den Landsitz der Countess of Warwick |
| Gosport                    | Südostengland   | ×               |                          |       |              | Festlandbahnhof im Hafen für Überfahrten von Königin Victoria zum Landhaus Osborne auf der Insel Wight                                                   |
| Hall Dene Station          |                 | ×               |                          |       |              | 1871 für Lord Londonderry und sein Sunderland |
| London Paddington          | Greater London  |                 |                          |       | ×            | Fürstenzimmer für die englischen Monarchen |
| Melton Constable           | Ostengland      |                 | ×                        |       |              | Privater Bahnsteig für Lord Hastings |
| Redmile                    | East Midlands   |                 |                          |       | ×            | 1878/79, bediente den Landsitz des Duke of Rutland, Belvoir Castle                                                                                       |
| Rowsley                    | East Midlands   |                 |                          |       | ×            | Für den Duke of Devonshire und sein Chatsworth House |
| Somerleyton                | Ostengland      | ×               |                          |       |              | Bahnhof für den Landsitz des Eisenbahnunternehmers Sir Morton Peto, 1847                                                                                 |
| Tir Celyn                  |                 |                 |                          |       | ×            | |
| Watchingwell               | Isle of Wight   |                 |                          |       | ×            | Für Sir Barrington Simon |
| Waverton                   | Nordwestengland |                 |                          |       | ×            | 1899, bediente den Landsitz des Duke of Westminster, Eaton Hall                                                                                          |
| Westmoor Flag Station      | West Midlands   |                 |                          |       | ×            | Für den Großgrundbesitzer G.H. Davenport |
| Whippingham                | Isle of Wight   |                 |                          |       | ×            | Für das Landhaus Osborne von Königin Victoria an der schmalspurigen Isle of Wight Central Railway, später als Bahnhof des öffentlichen Verkehrs genutzt. |
| Windsor and Eton Central   | Südostengland   |                 | ×                        |       |              | Bahnhof der GWR für Windsor Castle, 1897 |
| Windsor and Eton Riverside | Südostengland   |                 |                          |       | ×            | Bahnhof der South Western Railway für Windsor Castle |
| Wolferton                  | Ostengland      |                 |                          |       | ×            | Bahnhof der Great Eastern für das königliche Schloss Sandringham                                                                                         |

### Italien
| Bahnhof                                    | Eigener Bahnhof | Eigenes Empfangs-gebäude | Anbau | In öfftl. EG | Anmerkung                                                                     |
| ------------------------------------------ | --------------- | ------------------------ | ----- | ------------ | ----------------------------------------------------------------------------- |
| Fürstenbahnhof Firenze Santa Maria Novella |                 | ×                        |       |              | Im Bereich des Bahnhofs Florenz SMN, 1935, erhalten                           |
| Milano Centrale                            |                 |                          |       | ×            | 1931, „Sala reale“ im Ostflügel bei Gleis 21, Nutzung als Veranstaltungsräume |
| Monza (Hauptbahnhof)                       |                 |                          |       | ×            | Raum im südlichen Bereich, Ausstattung im Stil der Neorenaissance, erhalten   |
| Monza (Villa Reale)                        |                 | ×                        |       |              | 1884, Viale Cesare Battisti 61, zur Villa Reale, erhalten                     |

### Luxemburg
| Bahnhof   | Eigener Bahnhof | Eigenes Empfangs-gebäude | Anbau | In öfftl. EG | Anmerkung                                                                        |
| --------- | --------------- | ------------------------ | ----- | ------------ | -------------------------------------------------------------------------------- |
| Luxemburg |                 |                          | ×     |              | abgesetzter Baukörper nördlich des EG, erbaut 1913 im neobarocken Stil, erhalten |

### Niederlande
| Bahnhof                                       | Eigener Bahnhof | Eigenes Empfangs-gebäude | Anbau | In öfftl. EG | Anmerkung |
| --------------------------------------------- | --------------- | ------------------------ | ----- | ------------ | --- |
| Amsterdam Centraal                            |                 |                          |       | ×            | „Koninklijke Wachtkamer“, erbaut 1889, stark hervortretender Risalit am Ostende des Empfangsgebäudes, innen hohe freskogeschmückte Halle. |
| Apeldoorn                                     |                 |                          |       | ×            | „Koninklijke Wachtkamer“, erbaut 1912, in Gebrauch bis 1976, derzeit Ausstellungsraum                                                     |
| Baarn                                         |                 |                          |       | ×            | „Koninklijke Wachtkamer“, erbaut 1874 |
| Den Haag Centraal                             |                 |                          |       | ×            | „Koninklijke Wachtkamer“, Erbaut 1870, Abgebrochen 1973. Innenausstattung seit 2003 im Nederlands Spoorwegmuseum in Utrecht               |
| Den Haag HS                                   |                 |                          |       | ×            | „Koninklijke Wachtkamer“, Erbaut 1893 |
| Utrecht Maliebaan = Nederlands Spoorwegmuseum |                 |                          |       | ×            | Innenausstattung des Fürstenzimmers aus dem alten Bahnhof Den Haag Centraal hierher transloziert                                          |

### Polen
| Bahnhof            | deutscher Name                                              | ehemalige deutsche Provinz 1914 | Eigener Bahnhof | Eigenes Empfangs-gebäude | Anbau | In öfftl. EG | Anmerkung |
| ------------------ | ----------------------------------------------------------- | ------------------------------- | --------------- | ------------------------ | ----- | ------------ | --- |
| Budwity            | Bauditten                                                   | Ostpreußen                      |                 | ×                        |       |              | der Kaiserpavillon Prökelwitz hat die Form einer Stabkirche und stand ursprünglich in Prökelwitz                                                                       |
| Bydgoszcz Główna   | Bromberg Hauptbahnhof                                       | Posen                           |                 |                          |       |              | |
| Chojnice           | Konitz (Westpreußen)                                        | Westpreußen                     |                 |                          |       |              | |
| Elbląg             | Elbing                                                      | Westpreußen                     |                 |                          |       |              | |
| Gdańsk Główny      | Danzig Hauptbahnhof                                         | Westpreußen                     |                 |                          |       |              | 1896–1900 |
| Henryków           | Heinrichau                                                  | Niederschlesien                 |                 |                          |       |              | Für die Großherzöge von Sachsen-Weimar-Eisenach, die dort 1863 die gleichnamige Herrschaft gekauft hatten.                                                             |
| Jarocin            | Jarotschin                                                  | Posen                           |                 |                          |       |              | für Hugo Fürst von Radolin |
| Kadyny             | Cadinen                                                     | Westpreußen                     |                 | ×                        |       |              | Für das angrenzende kaiserliche Jagdgebiet und Schloss, nach 1898. Architekt: Fritz Klingholz – wohl zerstört.                                                         |
| Kępice             | Hammermühle                                                 | Pommern                         |                 |                          |       | ×            | Warteraum für Otto von Bismarck |
| Kościan            | Kosten                                                      | Posen                           |                 |                          |       |              | |
| Krzyż Wielkopolski | Kreuz                                                       | Posen                           |                 |                          |       |              | |
| Legnica            | Liegnitz                                                    | Niederschlesien                 |                 |                          |       |              | |
| Lubań              | Lauban                                                      | Niederschlesien                 |                 |                          |       |              | 1865 |
| Lubsko             | Sommerfeld                                                  | Ostbrandenburg                  |                 |                          |       |              | |
| Milicz             | Militsch                                                    | Niederschlesien                 |                 |                          |       |              | für Grafen von Maltzahn |
| Nielestno (?)      |                                                             |                                 |                 |                          |       |              | ehemals Waltersdorf (Schlesien) |
| Nowe Skalmierzyce  | Neu Skalmierschütz, 1940–1943 Neu Skalden, 1943–1945 Kalmen |                                 |                 |                          |       |              | 1906 |
| Oleśnica           | Oels                                                        | Niederschlesien                 |                 |                          |       | ×            | |
| Oława              | Ohlau                                                       | Niederschlesien                 |                 |                          |       |              | 1898 aufgegeben |
| Osiecznica         | Wehrau-Klitschdorf                                          | Niederschlesien                 |                 |                          |       |              | |
| Piła               | Schneidmühl                                                 | Posen                           |                 |                          |       |              | |
| Prakwice           | Prökelwitz                                                  | Ostpreußen                      |                 | ×                        |       |              | Der aus Holz erbaute Kaiserpavillon lehnt sich stilistisch an nordische Stabkirchen an. Nach 1918 wurde er nach Bauditten versetzt.                                    |
| Pszczyna           | Pless                                                       | Oberschlesien                   |                 |                          |       |              | |
| Pokój              | Bad Carlsruhe O/S                                           | Oberschlesien                   |                 |                          |       |              | 1896 aufgehoben |
| Poznań Główny      | Posen Hauptbahnhof                                          | Posen                           |                 |                          |       |              | |
| Przemków           | Prinkenau Dorotheenhütte                                    | Niederschlesien                 |                 |                          |       |              | für Schloss Prinkenau |
| Schildau           | Schildau bei Hirschberg                                     | Niederschlesien                 |                 |                          |       |              | 1895 aufgegeben |
| Stronie Śląskie    | Seitenberg                                                  | Niederschlesien                 |                 |                          |       |              | |
| Studzianka         | Armadebrunn                                                 |                                 |                 |                          |       |              | Haltepunkt an der Niederschlesisch-Märkischen Eisenbahn für Przemków und den dort residierenden Herzog Christian August von Schleswig-Holstein-Sonderburg-Augustenburg |
| Świebodzice        | Freiburg (Schlesien)                                        | Niederschlesien                 |                 |                          |       |              | für die Fürsten von Pleß |
| Szczodre           | Sibyllenort                                                 | Niederschlesien                 |                 |                          |       |              | |
| Szczecin           | Stettin                                                     | Pommern                         |                 |                          |       |              | |
| Tczew              | Dirschau                                                    | Westpreußen                     |                 |                          |       |              | |
| Toruń              | Thorn                                                       | Westpreußen                     |                 |                          |       |              | |
| Trzebiechów        | Trebschen                                                   | Ostbrandenburg                  |                 |                          |       |              | 1912 |
| Węgliniec          | Kohlfurt                                                    | Niederschlesien                 |                 |                          |       |              | 1898, Treppe und Portal erhalten |
| Wrocław Główny     | Breslau Hauptbahnhof                                        | Niederschlesien                 |                 |                          |       | ×            | 1909 letzte Ergänzung |
|                    | Breslau Märkischer Bahnhof                                  | Niederschlesien                 |                 |                          |       |              | |
| Żagań              | Sagan                                                       | Niederschlesien                 |                 |                          |       |              | Für den Herzog von Sagan |
| Żary               | Sorau                                                       | Niederschlesien                 |                 |                          |       |              | |
| Żmigród            | Trachenberg                                                 | Niederschlesien                 |                 |                          |       |              | 1899 |

### Rumänien
| Bahnhof | Eigener Bahnhof | Eigenes Empfangs-gebäude | Anbau | In öfftl. EG | Anmerkung             |
| ------- | --------------- | ------------------------ | ----- | ------------ | --------------------- |
| Sinaia  | ×               |                          |       |              | erbaut 1939, erhalten |

### Russland
| Bahnhof                    | deutscher Name          | Eigener Bahnhof | Eigenes Empfangs-gebäude | Anbau | In öfftl. EG | Anmerkung |
| -------------------------- | ----------------------- | --------------- | ------------------------ | ----- | ------------ | --- |
| Botscharow Rutschej        |                         | ×               |                          |       |              | 2017 für den russischen Präsidenten an dessen Schwarzmeer-Residenz gebaut.                                                                                           |
| Kaliningrad-Passaschirski  | Königsberg Hauptbahnhof |                 |                          |       |              | |
| Krasnolessje               | Groß Rominten           |                 | ×                        |       |              | Kaiserpavillon 1900 transloziert aus Eberswalde |
| Lessistoje                 | Nassawen                |                 |                          |       |              | Kaiserpavillon im Jagdgebiet Rominten, Forstamt Nassawen |
| Nischni Nowgorod-Moskowski |                         |                 | ×                        |       |              | |
| Nowo-Ogarjowo              |                         | ×               |                          |       |              | Um 2015 für den russischen Präsidenten gebaut. |
| Sankt Petersburg           |                         | ×               |                          |       |              | Bahnhof für das Schloss der Kaiserin-Mutter, Maria Fjodorowna, mit eigener Bahnsteighalle                                                                            |
| Tschernyschewskoje         | Eydtkuhnen              |                 |                          |       |              | 1860, Grenzbahnhof zwischen preußischer Normalspur und russischer Breitspur                                                                                          |
| Waldai                     |                         | ×               |                          |       |              | 2019 für den russischen Präsidenten für dessen Residenz bei Waldai gebaut. Die Zufahrt erfolgt über ein 9 km langes Anschlussgleis an die Bahnstrecke Waldai–Krestzy |

### Schweden
| Bahnhof | Eigener Bahnhof | Eigenes Empfangs-gebäude | Anbau | In öfftl. EG | Anmerkung |
| ------- | --------------- | ------------------------ | ----- | ------------ | --------- |
| Malmö   |                 |                          |       | ×            |           |

### Schweiz
| Bahnhof                 | Eigener Bahnhof | Eigenes Empfangs-gebäude | Anbau | In öfftl. EG | Anmerkung                            |
| ----------------------- | --------------- | ------------------------ | ----- | ------------ | ------------------------------------ |
| Basel Badischer Bahnhof |                 |                          |       | ×            | 1913, Reste der Ausstattung erhalten |

### Spanien
| Bahnhof | Eigener Bahnhof | Eigenes Empfangs-gebäude | Anbau | In öfftl. EG | Anmerkung                                    |
| ------- | --------------- | ------------------------ | ----- | ------------ | -------------------------------------------- |
| Toledo  |                 |                          |       | ×            | erbaut 1920, Räume im Bereich unter dem Turm |

### Tschechien
| Bahnhof   | Bild | Eigener Bahnhof | Eigenes Empfangs-gebäude | Anbau | In öfftl. EG | Anmerkung                                                                                          |
| --------- | ---- | --------------- | ------------------------ | ----- | ------------ | -------------------------------------------------------------------------------------------------- |
| Benešov   |      |                 |                          |       | Ja           | Für Franz Ferdinand von Österreich-Este errichtet, mit originaler Inneneinrichtung museal erhalten |
| Chuchelná |      |                 |                          |       |              | ehemals Kuchelna                                                                                   |
| Doksy     |      |                 |                          | x     |              | Wartesaal der Grafen von Waldstein, original erhalten                                              |

### Ungarn

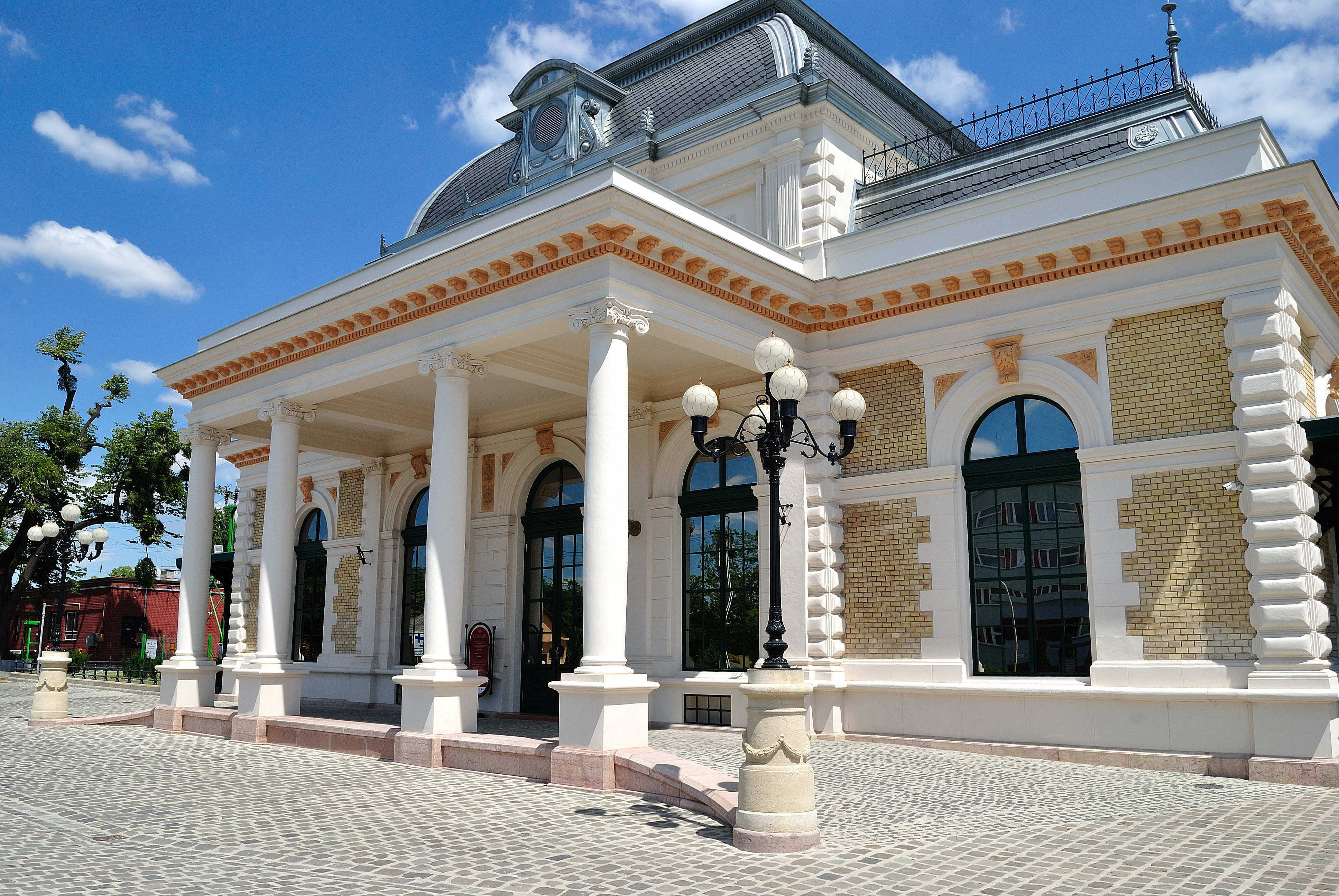
Gödöllő

| Bahnhof                      | Eigener Bahnhof | Eigenes Empfangs- gebäude | Anbau | In öfftl. EG | Anmerkung                                                                                            |
| ---------------------------- | --------------- | ------------------------- | ----- | ------------ | --- |
| Budapest, Nyugati pályaudvar |                 | ×                         |       |              | |
| Gödöllö                      |                 | ×                         |       |              | Erbaut 1874, Vordach mit schlanken ionischen Säulen für Schloss Gödöllő, Nutzung als Empfangsgebäude |

### Vatikanstadt
| Bahnhof                    | Eigener Bahnhof | Eigenes Empfangs-gebäude | Anbau | In öfftl. EG | Anmerkung              |
| -------------------------- | --------------- | ------------------------ | ----- | ------------ | ---------------------- |
| Bahnhof Città del Vaticano | ×               |                          |       |              | Duty-Free-Shop, Museum |

## Außerhalb Europas
| Land                | Bahnhof                  | Eigener Bahnhof | Eigenes Empfangs-gebäude | Anbau | In öfftl. EG | Anmerkung |
| ------------------- | ------------------------ | --------------- | ------------------------ | ----- | ------------ | --- |
| Iran                | Bahnhof Teheran          |                 |                          |       | ×            | [ 171 ] |
| Thailand            | Bangkok                  | ×               |                          |       |              | Errichtet zwischen 1912 und 1916 gegenüber dem Chitlada-Palast. |
| Thailand            | Hua Hin                  |                 | ×                        |       |              | |
| Thailand            | Hat Chao Samran          | ×               |                          |       |              | Etwa 12 km langes Anschlussgleis südlich von Phetchaburi an die Südbahn mit eigenem Abzweigbahnhof Phra Ram Ratchaniwet und Endbahnhof. Genutzt 1921–1923 durch König Vajiravudh (Rama VI.) für seine Sommerresidenz. |
| USA                 | Washington Union Station |                 |                          |       | ×            | heute: Restaurant |
| Volksrepublik China | Lhasa                    |                 |                          |       | ×            | |